# 蒋元中
蔣元中（？—？），字元中，温州永嘉（今浙江温州）人，北宋文人。
生卒年不详。后梁校书郎蒋湛之后，好学多闻。元豐年間游太學，與周行己、许景衡、刘安节、刘安上、赵霄、张辉、沈躬行、戴述等合稱“永嘉九先生”。不幸早逝，不及仕禄。著有《经不可使易知论》，四方传诵，後太学刻于石。绍兴末，郡守张九成下车诣学，曾口诵此论。